# Хадзималусева къща
Хадзималусевата къща (на гръцки: Αρχοντικό Χατζημαλούση) е историческа постройка в град Негуш (Науса), Гърция.
Къщата е разположена на улица „Хадзималусис“ № 39. Построена е в 1830 година и в 1912 година в нея е настанено гръцкото кметство. Строена е с интересна технология и има три етажа. Във вътрешността е запазена живописна украса на стените, таваните и вратите. Запазена е и голяма част от оригиналните мебели.
В 1983 година е обявена за паметник на културата. През 2007 година наследниците даряват къщата на общината.